# لاوتسنهاوزن
لاوتسنهاوزن (به آلمانی: Lautzenhausen) یک شهر در آلمان است که در راین-هونسروک واقع شده‌است. لاوتسنهاوزن ۴۰۳ نفر جمعیت دارد.